# Jaselská kasárna
Jaselská kasárna jsou zaniklá kasárna v Brně-Králově Poli v katastrálním území Ponava ohraničené ulicemi Štefánikovou a Staňkovou. Byla postavena v 19. století jako dělostřelecká kasárna, své pojmenování získala po druhé světové válce na počest bitvy u Jasla, které se úspěšně zúčastnily československé dělostřelecké jednotky.
Po roce 1989 areál získalo město Brno. V roce 2007 začal investor bourat vojenské stavby s tím, že na místě vystaví nové byty, ale záměr nedokázal dokončit kvůli soudním sporům a z území se stal nevyužitý brownfield. Investor Kliminvest žaloval Brno o 361 miliónů Kč. V roce 2020 brněnští zastupitelé schválili změnu územního plánu, která měla odblokovat možnost stavby nových bytů, psalo se o devíti stech bytech. Dle zprávy z konce roku 2021 by na území mělo vyrůst 530 bytů ve 13 domech, 17 obchodů, mateřská škola a 700 parkovacích míst. Také by tam mělo vzniknout propojení mezi Štefánikovou a Staňkovou ulicí třemi novými příčnými ulicemi.
V letech 1997–2007 se v areálu natáčel seriál Četnické humoresky.